# احمدجان کاپلان
احمدجان کاپلان (ترکی استانبولی: Ahmetcan Kaplan؛ زادهٔ ۱۶ ژانویهٔ ۲۰۰۳) بازیکن فوتبال اهل ترکیه است.
وی همچنین در تیم‌های ملی فوتبال زیر ۱۶ ترکیه، زیر ۱۷ سال ترکیه، زیر ۱۹ سال ترکیه و زیر ۲۱ سال ترکیه بازی کرده‌است.